# Radiació d'aniquilació
La radiació d'aniquilació o d'anihilació és un terme utilitzat en espectroscòpia gamma per a referir-se a l'emissió de fotons produïda quan una partícula i la seva antipartícula xoquen i s'anihilen. De forma corrent, es refereix a fotons d'una energia de 511-k eV produïts en l'anihilació d'un electró amb un positró. Aquests fotons sovint es coneixen com a raigs gamma, tot i tenir el seu origen en processos que tenen lloc fora del nucli atòmic, encara que la seva freqüència es troba a cavall entre les radiacions de tipus raigs X i gamma. Els electrons carregats positivament (positrons) emesos per un nucli que experimenta una desintegració β+ recorrent una distància curta (uns quants mil·límetres), abans de combinar-se amb un electró lliure. La massa de e- i e+ es converteix completament en dos fotons amb una energia de 511 keV cadascun. Aquests fotons d'aniquilació s'emeten en direccions oposades, separades per 180˚. Aquesta és la base dels escàners PET en un procés anomenat recompte de coincidències.

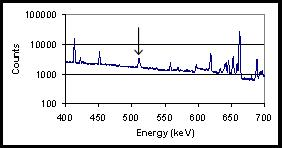
Un espectre de detector de germani mostrant el pic de radiació d'aniquilació (fletxa). Cal fixar-se en l'amplada del pic en comparació amb els pics de raigs gamma de la desintegració radioactiva visibles a altres punts de l'espectre.

La radiació d'aniquilació no és mono-energètica, a diferència dels raigs gamma produïts per desintegració radioactiva. El mecanisme de producció de radiació d'aniquilació es veu afectat per l'eixamplament de Doppler. Per tant, el pic d'aniquilació produït en un espectre de fotons per radiació d'aniquilació té una amplada total a la meitat màxima (FWHM) més gran que la dels raigs gamma generats en altres zones de l'espectre. La diferència és més evident amb detectors d'alta resolució, com els detectors de germani, que amb detectors de baixa resolució com els detectors de iodur de sodi.
A causa de la seva energia ben definida (511 keV) i la seva forma eixamplada per Doppler característica, la radiació d'aniquilació es útil sovint per a calibrar l'energia d'un espectre de raigs gamma.